# Touques (Calvados)
Touques es una comuna y población de Francia, en la región de Baja Normandía, departamento de Calvados, en el distrito de Lisieux y cantón de Pont-l'Évêque.
Su población en el censo de 1999 era de 3500 habitantes.
Está integrada en la Communauté de communes Cœur Côte Fleurie.
El topónimo Touques, de origen celta, significa reserva de madera.
Su gentilicio francés es Touquais.

## Historia
Touques es un antiguo puerto comercial muy activo en la Edad Media. Guillermo el Conquistador, hecho rey de Inglaterra, desembarcó allí para venir para inspeccionar su ducado normando. La historia del municipio está muy ligada al castillo de Bonneville-sur-Touques, que aseguraba su protección.
El municipio quedó muy activo hasta el principio del siglo XIX. Pero el enarenamiento progresivo de su puerto comercial y la abertura de la línea de ferrocarril entre París y Deauville, en 1863, condujeron a su decadencia, en provecho de las ciudades costeras de Trouville-sur-Mer, luego de Deauville. Touques conoce un renadío de dinamismo desde los años 70, a través de establecimientos comerciales y un desarrollo espectacular de su población.

## Demografía
| 1 469 | 1 587 | 1 561 | 2 237 | 3 070 | 3 500 |
| Para los censos de 1962 a 1999 la población legal corresponde a la población sin duplicidades (Fuente: INSEE [Consultar]) |       |       |       |       |       |

## Hermanamientos
- Saint-Andreasberg (Alemania)
- Strathspey (Escocia, Reino Unido)